# Federico I de Brandeburgo
Federico I de Brandeburgo (Núremberg, 21 de septiembre de 1371-Cadolzburg cerca de Núremberg, 20 de septiembre de 1440) fue el primer elector de Brandeburgo (1415-1440) de la Casa de Hohenzollern. 
Fue primero Burgrave de Núremberg como Federico VI de Núremberg (1397-1420); después de la división de la herencia de su padre fue Margrave de Brandeburgo-Ansbach (1398-1440) y al morir su hermano Juan III, fue también Margrave de Brandeburgo-Kulmbach (1420-1440).

## Biografía

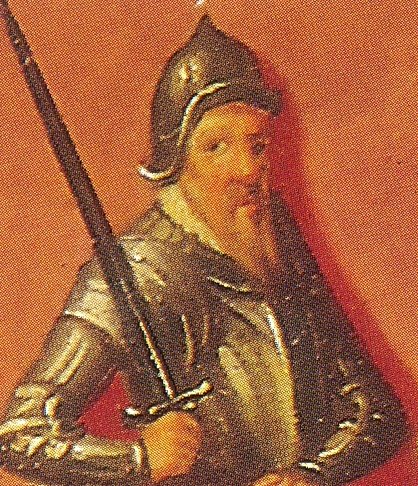
El burgrave Federico I de Brandeburgo, retrato del siglo XV

Federico era hijo del burgrave Federico V de Núremberg (1333-1398) y de Isabel de Meissen (1329-1375). 
Federico entró pronto al servicio de Austria y luchó en el bando del rey húngaro y posterior emperador del Sacro Imperio, Segismundo de Luxemburgo. En 1396, todavía en vida de su padre, Federico y su hermano mayor Juan participaron en una campaña contra los turcos, en la orilla derecha del Danubio, cerca de la ciudad de Nicópolis, en la actual Bulgaria, la cual fracasó. Ambos hermanos lograron de momento escapar. Juan fue capaz de salvar en esta ocasión al rey de Hungría a punto de ser capturado. Margarita, la esposa de Juan, era hermana de Segismundo.
Después del regreso, compartió la herencia de su padre con su hermano Juan. En los Hohenzollern no se implementaba aún ningún derecho de nacimiento. Las posesiones debían ser divididas, como máximo, en dos partes. Por otra parte, se determinó que los primeros diez años debían gobernar juntos. Juan recibió Kulmbach, mientras que Federico conservó Ansbach. Al principio trató de mediar en la confusión imperial entre el rey Wenceslao de Luxemburgo y el partido de Roberto del Palatinado, pero luchó en el lado de Roberto en septiembre de 1399.
Federico volvió a Ansbach en 1409 y después de fuertes disputas, entró al servicio del rey Segismundo. En 1410, la muerte de Roberto, rey de los alemanes, dejó vacante el trono del Sacro Imperio Romano Germánico. Segismundo requirió la ayuda de Federico para obtener el trono. En ese momento, Jobst de Moravia gobernaba Brandeburgo y por lo tanto era uno de los príncipes electores que tenían derecho a votar por el nuevo emperador.
Sin embargo, Segismundo disputó la reclamación de Jobst sobre Brandeburgo y su derecho a votar en la elección imperial. Segismundo reclamó estos derechos para sí y designó a Federico para que le representara como elector de Brandeburgo en la elección imperial del 20 de septiembre de 1410. Mientras que Segismundo ganó por tres votos la elección inicial como rey alemán, Jobst de Moravia ganó con cuatro de los siete votos las elecciones en octubre de 1410 en una segunda vuelta de las elecciones al trono alemán, y él mismo reclamó el trono imperial. La muerte de Jobst en circunstancias sospechosas en enero de 1411 allanó el camino para la recuperación de Brandeburgo por parte de Segismundo y su elección indiscutible como emperador posteriormente ese mismo año. En agradecimiento por los servicios de Federico, el rey Segismundo le nombró Capitán Superior y Administrador de las Marcas (1411). 
Con mano de hierro luchó Federico contra la nobleza rebelde del Margraviato de Brandeburgo (en particular, las familias Quitzow y Putlitz) y, al final, restauró la seguridad. En 1415 Federico también se hizo miembro de la Sociedad perico, contrarios a Luis VII de Baviera, en la cual permaneció tras su ingreso a la Liga de Constanza. En 1415 ocupó el cantón de Turgovia como feudo después de que el duque Federico IV de Austria cayese en la prohibición imperial.
En el Concilio de Constanza (30 de abril de 1415) Segismundo concedió a Federico los títulos de Margrave y príncipe elector de Brandeburgo. El 21 de octubre de 1415, los estados de Brandeburgo se reúnen en un Landtag en Berlín en su homenaje. El rey le concedió el vasallaje formal del margraviato el 18 de abril de 1417. Como Federico no estaba de acuerdo con las medidas militares de Segismundo contra los husitas, las relaciones se enfriaron entre ellos. 
Fue uno de los impulsores de la oposición de los electores, que en 1424 unieron sus fuerzas en Binger Kurverein. La pugna constante con la nobleza de Brandeburgo indujo a Federico a retirarse a su castillo en Cadolzburg en 1425 y a transferir la regencia del margraviato a su hijo Juan en 1426 (Federico, sin embargo, siguió siendo elector). Federico residió sólo pocos años en el margraviato y después de 1426 ni una sola vez permaneció en ese país.
Después de 1427 se organizó la guerra imperial contra los husitas, en la que proporcionó asistencia sustancial en la mediación de los Pactos de Praga en el Concilio de Basilea (30 de noviembre de 1433). 
El 27 de junio de 1427, Federico, su esposa y sus hijos vendieron el Castillo de Núremberg al Concejo y, por lo tanto, la ciudad de Núremberg. Desde 1437 vivió retirado en Cadolzburg, situada al oeste de Núremberg, y murió allí el 20 de septiembre de 1440.
Federico fue sucedido como elector por su segundo hijo mayor, Federico II.

## Matrimonio y descendencia
Se casó el 18 de septiembre de 1401 con la duquesa Isabel de Baviera-Landshut (1383 - Ansbach, 13 de noviembre de 1442), hija del duque Federico de Baviera-Landshut y de su segunda esposa, Maddalena Visconti. Sus hijos fueron:
1. Isabel (1403 - Legnica, 31 de octubre de 1449), casada: 
  1. en Constanza 1418/20 con el duque Luis II de Brieg y Legnica (1380/5-1436);
  2. en 1438 con el duque Wenceslao I de Teschen (1413/18-1474).
2. Juan "El Alquimista" (1405-1465), Margrave de Brandeburgo-Kulmbach. 
  1. casado en 1416 con la princesa Bárbara de Sajonia-Wittenberg (1405-1465)
3. Cecilia (c. 1405 - 4 de enero de 1449),
  1. casada en Berlín el 30 de mayo de 1423 con el duque Guillermo III de Brunswick-Luneburgo (1392-1482).
4. Margarita (1410 - Landshut, 27 de julio de 1465), casada: 
  1. en 1423 con el duque Alberto V de Mecklemburgo (1397-1423);
  2. en Ingolstadt, 20 de julio de 1441, con Luis VIII de Baviera (1403-1445);
  3. en 1446 con el Conde Martín de Waldenfels, m. 1471).
5. Magdalena (c. 1412 - Scharnebeck, 27 de octubre de 1454), casada: 
  1. en Tangermünde, 3 de julio de 1429, con el duque Federico II de Brunswick-Luneburgo (1418-1478).
6. Federico II (1413-1471), elector de Brandeburgo. 
  1. casado en 1446 con la princesa Catalina de Sajonia (1421-1476)
7. Alberto Aquiles (1414-1486), elector de Brandeburgo, se casó con:
  1. en 1446 con la princesa Margarita de Baden (1431-1457)
  2. en 1458 con la princesa Ana de Sajonia (1437-1512)
8. Sofía, nacida y muerta en 1417.
9. Dorotea (9 de febrero de 1420 - Rehna, 19 de enero de 1491), casada:
  1. en 1432 con el duque Enrique IV de Mecklemburgo (1417-1477)
10. Federico "el Gordo" (c. 1424 - Tangermünde, 6 de octubre de 1463), señor de Altmark, casado: 
  1. en 1449 con la princesa Inés de Pomerania (1436-1512)